# Харон (спътник)
Вижте пояснителната страница за други значения на Харон.
Харон е най-големият естествен спътник на планетата джудже Плутон. Той е толкова голям спрямо Плутон, че системата Плутон-Харон се счита за двойна система.

## История
Харон е открит от американския астроном Джеймс Кристи на 22 юни 1978 г. при старателно изучаване на увеличени образи на Плутон върху фотографски плаки, направени няколко месеца преди това. Астрономът забелязва една незначителна, но периодично появяваща се издатина на повърхността на планетата. След проследяване на тази издутина е установено, че тя за пръв път е снимана на 29 април 1965 г.

### Наименование
Обектът получава предварителното означение 1978 P 1. Джеймс Кристи кръщава спътника по името на митичния лодкар от древногръцката митология Харон, който прекарва мъртвите през адската река Стикс в царството на Хадес (гръцкия еквивалент на Плутон).
Името „Харон“ е официално прието от Международния астрономически съюз през 1985 г. Спътникът не трябва да бъде смесван с астероида 2060 Хирон, чиято орбита лежи между орбитите на Сатурн и Уран.

## Физически характеристики
Откриването на Харон позволява на астрономите да изчислят с по-голяма точност размера и масата на Плутон. Харон прави една пълна обиколка около Плутон за 6,387 дни – същото време, за което Плутон прави едно пълно завъртане около оста си. Двата обекта са във взаимно синхронно въртене – винаги стоят с една и съща страна един към друг заради сравнително малката разлика в масите им. Пак поради тази причина центърът на тежестта (или барицентърът), около който се въртят, се намира над повърхността на Плутон, което прави движението на планетата по орбитата ѝ ексцентрично.
Диаметърът на Харон е 1206 km, малко по-малко от половината от този на Плутон. Спътникът има маса 1/7 от тази на планетата и площ от 4 580 000 km2. За разлика от Плутон, който е покрит със замръзнал азот, неговият спътник е обвит в лед с температура близка до абсолютната нула.
Поради необичайно малката разлика в големината на Плутон и Харон, те понякога се смятат за двойна планета. Понякога също така ги разглеждат не като планета и спътник, а като първите два транснептунови обекта.

## Хипотези за произход
В симулационни резултати, публикувани през 2005 г. от Робин Канъп, се предполага, че е възможно Харон да се е образувал чрез голям сблъсък преди около 4,5 милиарда години при удар на обект от пояса на Кайпер с диаметър между 1600 и 2000 километра в Плутон със скорост 1 километър в секунда, след което Харон се е образувал от пръстена от отломки, излетели при удара. Свидетелствата в полза на тази теория обаче са по-малко от свидетелствата в полза на една друга подобна теория, отнасяща се до Луната и Земята – преди всичко липсва информация относно състава на двете тела.